# Nikolaj Danilovič Kudašev
Knez Nikolaj Danilovič Kudašev (rusko Никола́й Дани́лович Куда́шев), ruski general, * 1784, † 1813.
Bil je eden izmed pomembnejših generalov, ki so se borili med Napoleonovo invazijo na Rusijo; posledično je bil njegov portret dodan v Vojaško galerijo Zimskega dvorca.

## Življenje
30. januarja 1801 je pričel vojaško službo kot vodnik. Leta 1805 je sodeloval v bitki pri Austerlitzu in 1. februarja 1806 je bil povišan v poročnika. V bojih leta 1807 se je ponovno odlikoval v bojih, kot tudi v bojih proti Švedom v letih 1808-09. Posledično je postal adjutant velikega princa Konstantina Pavloviča. 
13. oktobra 1811 je bil povišan v polkovnika in naslednje leto je bil dodeljen štabu Kutuzova. Septembra istega leta pa je postal poveljnik gverilskega oddelka, ki se je boril proti Francozem v njihovem zaledju. 26. decembra istega leta je bil povišan v generalporočnika. Med bitko narodov leta 1813 je bil smrtno ranjen.